# Gastrancistrus latifrons
Gastrancistrus latifrons är en stekelart som först beskrevs av Thomson 1876.  Gastrancistrus latifrons ingår i släktet Gastrancistrus och familjen puppglanssteklar. Arten är reproducerande i Sverige. Inga underarter finns listade i Catalogue of Life.